# Jallas
Jallas (llamada oficialmente San Pedro de Xallas) es una parroquia española del municipio de Negreira, en la provincia de La Coruña, Galicia.

## Entidades de población
Entidades de población que forman parte de la parroquia:
- Forniños
- Gorgal (O Gorgal)
- La Iglesia (Agrís)
- Mourís
- Outeiros (Os Outeiros)
- Salgueira (A Salgueira)
- Tardeado
- Vilar (O Vilar)
- Xallas de Abaixo

## Demografía
| Gráfica de evolución demográfica de Jallas entre 2000 y 2018 |
|                                                              |
| Datos según el nomenclátor publicado por el INE.             |